# Lago Majuba
Il lago Majuba è un lago del Canada che si trova nel territorio del Distretto regionale di Bulkley-Nechako, nella provincia della Columbia Britannica.